# 斑馬龜蛇鰻
斑馬龜蛇鰻，為輻鰭魚綱鰻鱺目糯鰻亞目蛇鰻科的其中一種，分布於印度西太平洋區，包括印度、印尼、菲律賓、澳洲北部海域，棲息深度可達180公尺，體長可達29.6公分，棲息在底層水域，屬肉食性，生活習性不明。